# The Hype (canção)
"The Hype" é uma canção escrita e gravada pela dupla musical norte-americana Twenty One Pilots, presente em seu quinto álbum de estúdio, Trench (2018). A canção foi lançada como o sexto single do álbum em 16 de julho de 2019 pelas gravadoras Fueled by Ramen e Elektra Music Group. A faixa foi escrita pelo vocalista Tyler Joseph, com a produção sendo realizada por ele e Paul Meany. A letra da canção discute perseverança e lealdade. "The Hype" alcançou a 3ª posição na parada Hot Rock Songs da Billboard, dos Estados Unidos.

## Composição
Como acontece com a maior parte do álbum Trench, "The Hype" foi escrita por Tyler Joseph, o vocalista do Twenty One Pilots, e produzida por ele ao lado de Paul Meany da banda de rock alternativo Mutemath. O processo de composição e gravação ocorreu em segredo no estúdio caseiro de Joseph em Columbus, Ohio, enquanto a faixa foi mixada por Adam Hawkins e masterizada por Chris Gehringer na Sterling Sound, Nova Iorque.. Em uma entrevista à Coup de Main Magazine, Joseph revelou que enquanto escrevia a faixa, ele pretendia que sua produção soasse como aquela que ele encontrou em sua infância. Em um AMA no Reddit, ele revelou que a faixa foi uma das mais difíceis de escrever em Trench.
"The Hype" foi descrita como um rock do estilo dos anos 90, indie rock e rock alternativo de "cantar junto" com uma ponte de ukulele. Liricamente, ele explora temas de perseverança, lealdade e o peso da fama. Joseph explicou que sua letra se dirige ao seu eu mais jovem, discutindo "a diferença entre pressão interna e externa", e descreveu a faixa como "apenas um incentivo para continuar, para deixar rolar coisas que merecem ser deixadas de lado". Ele acrescentou em uma entrevista com a Kerrang! que reflete na fragilidade de uma música e como "um único comentário pode mudá-la completamente." Um clipe do primeiro episódio de sua websérie documentando sua turnê em apoio ao seu segundo álbum Regional at Best é amostrado durante a ponte, com o trecho de áudio relacionado à dependência da tecnologia durante os shows ao vivo, após a saída dos dois membros originais da banda, Chris Salih e Nick Thomas.

## Desempenho nas tabelas musicais
| Tabela musical (2018–19)                                | Melhor posição |
| ------------------------------------------------------- | -------------- |
| Bélgica (Ultratip Bubbling Under da Valônia)            | 34             |
| República Checa (Rádio Top 100)                         | 18             |
| Estados Unidos (Billboard Adult Top 40)                 | 27             |
| Estados Unidos (Billboard Hot Rock & Alternative Songs) | 3              |
| Estados Unidos (Billboard Mainstream Top 40)            | 39             |
| Estados Unidos (Billboard Rock Airplay)                 | 1              |

| Tabela musical (2019)                                   | Posição |
| ------------------------------------------------------- | ------- |
| Estados Unidos (Billboard Hot Rock & Alternative Songs) | 33      |
| Estados Unidos (Billboard Rock Airplay)                 | 22      |
| Tabela musical (2020)                                   | Posição |
| Estados Unidos (Billboard Hot Rock & Alternative Songs) | 31      |
| Estados Unidos (Billboard Rock Airplay)                 | 2       |

## Certificações
| País                  | Certificação | Vendas  |
| --------------------- | ------------ | ------- |
| Estados Unidos (RIAA) | Ouro         | 500.000 |